# 近藤孝広
近藤 孝広（こんどう たかひろ、1955年 - ）は、日本の機械工学者。九州大学教授。元日本機械学会機械力学・計測制御部門長。

## 人物・経歴
愛媛県生まれ。1980年九州大学大学院工学研究科修士課程修了。1987年九州大学より工学博士の学位を取得。
九州大学大学院工学研究院知能機械システム部門教授を経て、2001年九州大学知能機械システム部門部門長、日本機械学会機械力学・計測制御部門副部門長。2002年日本機械学会機械力学・計測制御部門部門長。2011年九州大学大学院工学研究院副研究院長。2017年JR九州技術委員会委員。2021年3月九州大学教授を退官。同4月～九州職業能力開発大学校校長。
| 1974年3月 | 愛媛県立新居浜西高等学校普通科卒業               |
| 1974年4月 | 九州大学工学部入学                               |
| 1978年3月 | 九州大学工学部機械工学科卒業                     |
| 1978年4月 | 九州大学大学院工学研究科機械工学専攻修士課程入学 |
| 1980年3月 | 九州大学大学院工学研究科機械工学専攻修士課程修了 |
| 1980年4月 | 九州大学 助手                                    |
| 1987年2月 | 工学博士                                         |
| 1987年4月 | 福岡工業大学 講師                                |
| 1989年4月 | 福岡工業大学 助教授                              |
| 1995年4月 | 福岡工業大学 教授                                |
| 1997年8月 | 九州大学 教授                                    |
| 2021年3月 | 九州大学 退官                                    |
| 2021年4月 | 九州大学 名誉教授                                |
| 2021年4月 | 九州職業能力開発大学校 校長                      |

## 受賞
- 1994年日本機械学会賞（論文）[5]
- 2005年日本機械学会フェロー[5]
- 2007年日本機械学会機械力学・計測制御部門部門功績賞[5]
- 2007年日本機械学会創立110周年記念功労表彰（会員功労者）[5]
- 2012年九州大学工学講義賞[5]
- 2013年The ISAMR Excellent Poster[5]
- 2013年The Chief-Chih Wand Award[5]
- 2014年日本機械学会機械力学・計測制御部門学術業績賞[5]
- 2016年日本学術振興会特別研究員等審査会専門委員表彰[5]